# Argentinië op de Olympische Zomerspelen 1948
Argentinië nam deel aan de Olympische Zomerspelen 1948 in Londen, Engeland. Met drie keer goud, drie keer zilver en één keer brons werd de prestatie van 1924 precies geëvenaard. De prestatie werd tot op heden niet overtroffen.

## Medailles

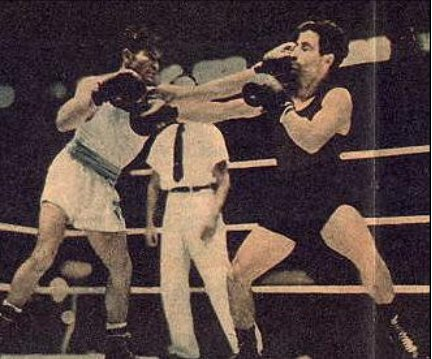
Pascual Pérez bokst tijdens de finale tegen Bandinelli

| Sport       | Olympiër | Onderdeel               | Medaille |
| ----------- | --- | ----------------------- | -------- |
| Atletiek    | Delfo Cabrera | marathon (m)            | Goud     |
| Boksen      | Pascual Pérez | -51kg (m)               | Goud     |
| Boksen      | Rafael Iglesias | +80kg (m)               | Goud     |
| Atletiek    | Noemí Simonetto de Portela                                                                                           | verspringen (v)         | Zilver   |
| Schietsport | Carlos Enrique Díaz Sáenz Valiente                                                                                   | 25m snelvuurpistool (m) | Zilver   |
| Zeilen      | Enrique Sieburger Emilio Homps Rodolfo Rivademar Rufino Rodríguez de la Torre Enrique Sieburger, Jr. Julio Sieburger | 6-meter klasse          | Zilver   |
| Boksen      | Mauro Cía | -80kg (m)               | Brons    |

## Resultaten

### Atletiek
| Olympiër                                                             | Discipline            | Resultaat    | Prestatie |
| -------------------------------------------------------------------- | --------------------- | ------------ | --- |
| Gerardo Bönnhoff                                                     | 100m (m)              | kwartfinale  | serie 9: 2e in 10,8 kwartfinale 4: 5e |
| Carlos Isaac                                                         | 100m (m)              | series       | serie 7: 4e |
| Fernando Lapuente                                                    | 100m (m)              | series       | serie 2: 4e |
| Gerardo Bönnhoff                                                     | 200m (m)              | kwartfinale  | serie 7: 1e in 22,2 kwartfinale 2: 4e |
| Guillermo Geary                                                      | 200m (m)              | series       | serie 6: 3e in 23,0 |
| Guillermo Evans                                                      | 400m (m)              | series       | serie 2: 5e in 51,8 |
| Antonio Pocovi                                                       | 400m (m)              | series       | serie 3: 3e in 50,7 |
| Guillermo Avalos                                                     | 800m (m)              | series       | serie 5: 4e in 1.56,6 |
| Adán Torres                                                          | 800m (m)              | series       | serie 1: 5e in 1.56,7 |
| Melchor Palmeiro                                                     | 1500m (m)             | series       | serie 3: 5e in 4.01,6 |
| Ricardo Bralo                                                        | 10000m (m)            |              | |
| Eusebio Guiñez                                                       | 10000m (m)            |              | |
| Alberto Triulzi                                                      | 110m horden (m)       | 4e           | serie 3: 1e in 14,6 halve finale 2: 3e in 14,6 finale: 4e in 14,6 |
| Hermenegildo Alberti                                                 | 400m horden (m)       | 14e          | serie 1: 3e in 54,6 |
| Alberto Biedermann Gerardo Bönnhoff Carlos Isaac Fernando Lapuente   | 4x100m (m)            | 9e           | serie 3: 3e in 42,2 |
| Hermenegildo Alberti Guillermo Avalos Guillermo Evans Antonio Pocovi | 4x400m (m)            | 9e           | serie 3: 3e in 3.21,2 |
| Delfo Cabrera                                                        | marathon (m)          | Goud         | 2:34.51,6 |
| Eusebio Guiñez                                                       | marathon (m)          | 5e           | 2:36.36,0 |
| Alberto Sensini                                                      | marathon (m)          | 9e           | 2:39.30,0 |
| Sixto Ibánez                                                         | 50km snelwandelen (m) | DNF          | niet gefinisht |
| Enrique Kistenmacher                                                 | verspringen (m)       | 10e          | kwalificatie A: 3e met 7,18m finale: 10e met 6,80m |
| Juan Kanhert                                                         | kogelstoten (m)       | NM           | geen geldige worp |
| Emilio Malchiodi                                                     | kogelstoten (m)       | NM           | geen geldige worp |
| Emilio Malchiodi                                                     | discuswerpen (m)      | 18e          | kwalificatie : 18e met 42,98m |
| Ricardo Héber                                                        | speerwerpen (m)       | 13e          | kwalificatie : 13e met 60,82m |
| Juan Fusé                                                            | hamerslingeren (m)    | 20e          | kwalificatie : 20e met 46,95m |
| Enrique Kistenmacher                                                 | tienkamp (m)          | 4e           | 6929 punten: 100m: 1e in 10,9 (872 punten) verspringen: 1e met 7,08m (825 punten) kogelstoten: 12e met 12,67m (684 punten) hoogspringen: 15e met 1,70m (671 punten) 400m: 1e in 50,5 (845 punten) 110m horden: 11e in 16,3 (736 punten) discuswerpen: 4e met 41,11m (744 punten) polsstokhoogspringen: 14e met 3,2m (575 punten) speerwerpen: 16e met 45,06m 1500m: 7e in 4.49,6 |
|                                                                      |                       |              | |
| Noemí Simonetto de Portela                                           | 100m (v)              | series       | serie 2: 3e in 13,1 |
| Noemí Simonetto de Portela                                           | 80m horden (v)        | halve finale | serie 2: 3e in 11,8 halve finale 2: 4e |
| Noemí Simonetto de Portela                                           | verspringen (v)       | Zilver       | kwalificatie: 3e met 5,56m finale: 2e met 5,60m |
| Ingeborg Mello                                                       | kogelstoten (v)       | 9e           | kwalificatie: 10e finale: 9e met 12,085m |
| Ingeborg Mello                                                       | discuswerpen (v)      | 8e           | 38,44m |

### Basketbal
| Olympiër | Discipline | Resultaat | Prestatie |
| --- | ---------- | --------- | --- |
| Raúl Calvo Leopoldo Contarbio Oscar Furlong [Ricardo González Manuel Guerrero Rafael Lledó León Martinetti Rubén Menini Jorge Nuré Oscar Pérez Cattáno Arturo Ruffa Juan Carlos Uder Bruno Varani Tomás Vío | mannen     | 15e       | groepsfase: 3e W van Egypte: 57-38 W van Zwitserland: 49-23 V van Verenigde Staten: 57-59 W van Peru: 42-34 V van Tsjecho-Slowakije: 41-45 13e-16e plek: V van Cuba: 34-35 15e-16e plek: W van Hongarije: 20-0 |

| Groep C |                   |             |             |             |            |            |            |        |
| #       | Land              | Wedstrijden | Wedstrijden | Wedstrijden | Doelpunten | Doelpunten | Doelpunten | Punten |
| #       | Land              | G           | W           | V           | V          | T          | Saldo      | Punten |
| 1       | Verenigde Staten  | 5           | 5           | 0           | 325        | 167        | +158       | 10     |
| 2       | Tsjecho-Slowakije | 5           | 4           | 1           | 217        | 190        | +27        | 9      |
| 3       | Argentinië        | 5           | 3           | 2           | 236        | 199        | +37        | 8      |
| 4       | Peru              | 5           | 2           | 3           | 198        | 187        | +11        | 7      |
| 5       | Egypte            | 5           | 1           | 4           | 162        | 256        | -94        | 6      |
| 6       | Zwitserland       | 5           | 0           | 5           | 120        | 269        | -149       | 5      |

### Boksen
| Olympiër        | Discipline | Resultaat | Prestatie |
| --------------- | ---------- | --------- | --- |
| Pascual Pérez   | -51kg (m)  | Goud      | 1e ronde: W van PHI Adolfo: knock-out 2e ronde: W van RSA Williams: knock-out kwartfinale: W van BEL Bollaert: punten halve finale: W van TCH Majdloch: punten finale: W van ITA Bandinelli: punten             |
| Arnoldo Parés   | -54kg (m)  | 9e        | 1e ronde: W van RSA Toweel: punten 2e ronde: V van AUS Carruthers: punten |
| Francisco Núñez | -58kg (m)  | 4e        | 1e ronde: W van IND Bose: punten 2e ronde: W van CHI Vidella: punten kwartfinale: W van AUT Kerschbaumer: punten halve finale: V van RSA Sheperd: punten bronzen finale: V van POL Antkiewicz: punten           |
| Manuel López    | -62kg (m)  | 9e        | 1e ronde: W van IRI Rahimiha: punten 2e ronde: V van USA Smith: punten |
| Eladio Herrera  | -67kg (m)  | 5e        | 1e ronde: vrij 2e ronde: W van CHI Loayza: punten kwartfinale: V van USA Herring: punten |
| Héctor García   | -73kg (m)  | 9e        | 1e ronde: W van AUS Higham: punten 2e ronde: V van GBR Wright: knock-out |
| Mauro Cía       | -80kg (m)  | Brons     | 1e ronde: W van NED Quentemeijer: punten 2e ronde: W van URU Posse: gediskwalificeerd kwartfinale: W van POL Szymura: punten halve finale: V van RSA Hunter: punten bronzen finale: W van AUS Holmes: knock-out |
| Rafael Iglesias | +80kg (m)  | Goud      | 1e ronde: vrij 2e ronde: W van ESP Rubio: punten kwartfinale: W van ITA Baccilieri: punten halve finale: W van RSA Arthur: punten finale: W van SWE Nilsson: knock-out                                          |

### Gewichtheffen
| Olympiër           | Discipline  | Resultaat | Prestatie                                                                             |
| ------------------ | ----------- | --------- | ------------------------------------------------------------------------------------- |
| Alfonso Fiorentino | -60kg (m)   | 21e       | drukken: 22e met 75kg trekken: 20e met 80kg stoten: 20e met 105kg totaal: 260kg       |
| Hugo D'Atri        | -67,5kg (m) | 20e       | drukken: 17e met 85kg trekken: 20e met 90kg stoten: 14e met 120kg totaal: 295kg       |
| Salvador Lo Presti | -67,5kg (m) | 18e       | drukken: 15e met 90kg trekken: 20e met 90kg stoten: 14e met 120kg totaal: 300kg       |
| Julio Bonnet       | -75kg (m)   | 18e       | drukken: 19e met 90kg trekken: 14e met 100kg stoten: 18e met 122,5kg totaal: 312,5kg  |
| Juan Rosso         | -75kg (m)   | 20e       | drukken: 19e met 90kg trekken: 18e met 95kg stoten: 14e met 125kg totaal: 310kg       |
| Osvaldo Forte      | -82,5kg (m) | 5e        | drukken: 8e met 105kg trekken: 4e met 115kg stoten: 4e met 147,5kg totaal: 367,5kg    |
| Leopoldo Briola    | +82,5kg (m) | 11e       | drukken: 14e met 100kg trekken: 6e met 112,5kg stoten: 8e met 145kg totaal: 357,5kg   |
| Hugo Vallarino     | +82,5kg (m) | 13e       | drukken: 10e met 110kg trekken: 13e met 102,5kg stoten: 13e met 135kg totaal: 347,5kg |

### Hockey
| Olympiër | Discipline | Resultaat | Prestatie                                                               |
| --- | ---------- | --------- | ----------------------------------------------------------------------- |
| Roberto Anderson Luis Bianchi Juan Brigo Carlos Mercali Roberto Márquez Tommie Quinn Valerio Sánchez Luis Scally Tommy Scally Tomás Wade Jorge Wilson Antonio Zucchi | mannen     | 8e        | groepsfase: 2e V van India: 1-9 G van Oostenrijk: 1-1 W van Spanje: 3-2 |

| Groep C |            |             |             |             |             |            |            |            |        |
| #       | Land       | Wedstrijden | Wedstrijden | Wedstrijden | Wedstrijden | Doelpunten | Doelpunten | Doelpunten | Punten |
| #       | Land       | G           | W           | G           | V           | V          | T          | Saldo      | Punten |
| 1       | India      | 3           | 3           | 0           | 0           | 19         | 1          | +18        | 6      |
| 2       | Argentinië | 3           | 1           | 1           | 1           | 5          | 12         | -7         | 3      |
| 3       | Oostenrijk | 3           | 0           | 2           | 1           | 2          | 10         | -8         | 2      |
| 4       | Spanje     | 3           | 0           | 1           | 2           | 3          | 6          | -3         | 1      |

### Moderne vijfkamp
| Olympiër        | Discipline | Resultaat | Prestatie |
| --------------- | ---------- | --------- | --- |
| Augusto Premoli | mannen     | 21e       | 109 punten: 5000m crosscountry: 5e met 100 punten schermen: 11e met 21 overwinningen schieten: 35e met 169 punten zwemmen: 33e in 5.41,8 atletiek: 25e in 16.23,1  |
| Horacio Siburu  | mannen     | 32e       | 127 punten: 5000m crosscountry: 13e met 95 punten schermen: 28e met 16 overwinningen schieten: 30e met 177 punten zwemmen: 18e in 5.10,04 atletiek: 38e in 17.39,0 |
| Enrique Wirth   | mannen     | 11e       | 93 punten: 5000m crosscountry: 9e met 100 punten schermen: 17e met 19 overwinningen schieten: 29e met 177 punten zwemmen: 25e in 5.22,2 atletiek: 13e in 15.46,6   |

### Paardensport
| Olympiër                                     | Discipline                 | Resultaat | Prestatie |
| -------------------------------------------- | -------------------------- | --------- | --- |
| Oscar Goulú                                  | dressuur individueel       | 17e       | 281,5 punten |
| Justo Iturralde                              | dressuur individueel       | 11e       | 397 punten |
| Humberto Terzano                             | dressuur individueel       | 16e       | 327 punten |
| Oscar Goulú Justo Iturralde Humberto Terzano | dressuur team              | 4e        | 1005,5 punten |
| Francisco Reyes                              | eventing individueel       | 10e       | dressuur: 20e met 121 strafpunten crosscountry: 17e met 66 punten springconcours: 14e met 4 strafpunten totaal: 59 strafpunten     |
| José Manuel Sagasta                          | eventing individueel       | DNF       | dressuur: 12e met 110 strafpunten crosscountry: 14e met 72 punten springconcours: niet gestart                                     |
| Julio César Sagasta                          | eventing individueel       | 18e       | dressuur: 22e met 124 strafpunten crosscountry: 25e met 36 punten springconcours: 15e met 4,5 strafpunten totaal: 92,5 strafpunten |
| Néstor Alvarado                              | springconcours individueel | DNF       | niet gefinisht |
| Rafael Campos                                | springconcours individueel | 15e       | 24 strafpunten |
| Pascual Pistarini                            | springconcours individueel | DNF       | niet gefinisht |

### Roeien
| Olympiër | Discipline      | Resultaat | Prestatie                                                                       |
| --- | --------------- | --------- | ------------------------------------------------------------------------------- |
| Tranquilo Cappozzo | skiff (m)       | 5e        | serie 4: 2e in 7.38,9 herkansingen 1: 1e in 7.45,0 halve finale 1: 2e in 8.12,6 |
| Ángel Malvicino Teodoro Nölting | dubbel-twee (m) | 10e       | serie 4: 2e in 7.08,0 herkansingen 1: 3e in 7.07,1                              |
| Oscar Moreno Carlos Sambuceti | twee-zonder (m) | 12e       | serie 2: 3e in 7.54,2 herkansingen 2: 3e in 7.45,7                              |
| Pedro Towers Ramón Porcel Juan Parker | twee-met (m)    | 6e        | serie 4: 1e halve finale 2: 2e in 8.27,7                                        |
| Julio Curatella Alberto Madero Oscar Zolezzi Oscar Almirón                                                                                      | vier-zonder (m) | 8e        | serie 2: 2e in 6.51,0 herkansingen 1: 2e in 6.50,9                              |
| Carlos Semino Carlos Crosta Adolfo Yedro Ítalo Sartori Ricardo Boneo                                                                            | vier-met (m)    | 13e       | serie 7: 2e in 7.07,9 herkansingen 4: 2e in 7.00,1                              |
| Luis Pechenino Juan Antonio Aichino Rubén Cabral Christian Bove Enrique Lingenfelder Carlos Amado Pascual Batista Mario Guerci Manuel Fernández | acht (m)        | 9e        | serie 2: 3e in 6.10,5 herkansingen 1: 2e in 6.12,6                              |

### Schermen
| Olympiër                                                   | Discipline      | Resultaat | Prestatie |
| ---------------------------------------------------------- | --------------- | --------- | --- |
| Fulvio Galimi                                              | floret (m)      | 24e       | 1e ronde 1: 2e (6-1) kwartfinale 2: 7e (1-5) |
| Manuel Torrente                                            | floret (m)      | 24e       | 1e ronde 6: 3e (5-2) kwartfinale 4: 6e (1-5) |
| Félix Galimi                                               | floret (m)      | 15e       | 1e ronde 7: 2e (5-1) kwartfinale 3: 1e (6-1) halve finale 2: 7e (1-5)                                                                                                |
| José Rodríguez Fulvio Galimi Manuel Torrente Félix Galimi  | floret team (m) | 5e        | 1e ronde 3: 1e kwartfinale 2: 2e W van Finland: 12-4 halve finale 1: 3e V van Italië: 5-11 V van België: 0-1                                                         |
| Raúl Saucedo                                               | degen (m)       | 16e       | 1e ronde 1: 3e (3-3) kwartfinale 2: 3e (4-3) halve finale 1: 8e (1-6)                                                                                                |
| Vito Simonetti                                             | degen (m)       | 34e       | 1e ronde 3: 4e (2-4) kwartfinale 4: 6e (1-3) |
| Antonio Villamil                                           | degen (m)       | 20e       | 1e ronde 2: 1e (6-1) kwartfinale 3: 4e (3-3) |
| Raúl Saucedo Vito Simonetti Antonio Villamil Floro Díaz    | degen team (m)  | 12e       | 1e ronde 1: 1e W van Polen: 10-6 W van Cuba: 9-5 kwartfinale 3: 3e V van Zwitserland: 3-11 V van Zweden: 3-9                                                         |
| Fernando Huergo                                            | sabel (m)       | 23e       | 1e ronde 5: 2e (3-2) kwartfinale 2: 6e (2-4) |
| Edgardo Pomini                                             | sabel (m)       | 20e       | 1e ronde 6: 1e (5-0) kwartfinale 4: 5e (3-4) |
| Jorge Cermesoni                                            | sabel (m)       | 30e       | 1e ronde 7: 1e (4-1) kwartfinale 1: 8e (1-6) |
| Albino Agüero José D'Andrea Edgardo Pomini Jorge Cermesoni | sabel team (m)  | 8e        | 1e ronde 5: 1e W van Griekenland: 9-1 kwartfinale 3: 1e W van Nederland: 9-7 W van Tsjecho-Slowakije: 9-7 halve finale 1: 3e V van Hongarije: 1-15 V van België: 4-9 |
| Nélida Fullone                                             | floret (v)      | 32e       | 1e ronde 3: 6e (1-4) |
| Elsa Irigoyen                                              | floret (v)      | 18e       | 1e ronde 5: 4e (2-3) kwartfinale 4: 5e (1-4) |
| Irma de Antequeda                                          | floret (v)      | 15e       | 1e ronde 6: 3e (4-2) kwartfinale 1: 4e (2-3) |

### Schietsport
| Olympiër                           | Discipline                  | Resultaat | Prestatie   |
| ---------------------------------- | --------------------------- | --------- | ----------- |
| Pablo Cagnasso                     | 300m geweer 3 houdingen (m) | 12e       | 1075 punten |
| Ricardo Grimau                     | 300m geweer 3 houdingen (m) | 13e       | 1074 punten |
| Abel Ortíz                         | 300m geweer 3 houdingen (m) | 14e       | 1072 punten |
| Antonio Ando                       | 50m geweer liggend (m)      | 48e       | 584 punten  |
| Julio Nolasco                      | 50m geweer liggend (m)      | 44e       | 585 punten  |
| David Schiaffino                   | 50m geweer liggend (m)      | 49e       | 583 punten  |
| Oscar Bidegain                     | 50m pistool (m)             | 16e       | 523 punten  |
| Federico Grüben                    | 50m pistool (m)             | 9e        | 527 punten  |
| Juan Rostagno                      | 50m pistool (m)             | 35e       | 507 punten  |
| Dionisio Fernández                 | 25m snelvuurpistool (m)     | 50e       | 511 punten  |
| José Roger                         | 25m snelvuurpistool (m)     | 45e       | 513 punten  |
| Carlos Enrique Díaz Sáenz Valiente | 25m snelvuurpistool (m)     | Zilver    | 571 punten  |

### Turnen
| Olympiër                                                                                         | Discipline               | Resultaat | Prestatie |
| ------------------------------------------------------------------------------------------------ | ------------------------ | --------- | --- |
| Arturo Amos                                                                                      | meerkamp individueel (m) | 89e       | 176,85 punten rekstok: 85e met 29,55 punten brug: 83e met 31,25 punten paard voltige: 97e met 23,35 punten ring: 106e met 26,10 punten vloer: 76e met 32,30 punten sprong: 77e met 34,30 punten      |
| Pedro Lonchibuco                                                                                 | meerkamp individueel (m) | 102e      | 154,20 punten rekstok: 104e met 20,50 punten brug: 98e met 28,30 punten paard voltige: 105e met 18,50 punten ring: 83e met 32,20 punten vloer: 103e met 25,75 punten sprong: 102e met 28,95 punten   |
| Enrique Rapesta                                                                                  | meerkamp individueel (m) | 106e      | 148,90 punten rekstok: 97e met 25,05 punten brug: 104e met 25,00 punten paard voltige: 100e met 21,50 punten ring: 97e met 30,25 punten vloer: 107e met 24,50 punten sprong: 111e met 22,60 punten   |
| César Bonoris                                                                                    | meerkamp individueel (m) | 108e      | 139,65 punten rekstok: 101e met 22,20 punten brug: 96e met 28,45 punten paard voltige: 113e met 14,00 punten ring: 110e met 22,50 punten vloer: 112e met 23,00 punten sprong: 100e met 29,50 punten  |
| Jorge Soler                                                                                      | meerkamp individueel (m) | 113e      | 134,30 punten rekstok: 102e met 21,40 punten brug: 112e met 20,50 punten paard voltige: 107e met 17,00 punten ring: 109e met 22,80 punten vloer: 110e met 23,30 punten sprong: 101e met 29,30 punten |
| Roberto Núñez                                                                                    | meerkamp individueel (m) | 115e      | 109,95 punten rekstok: 116e met 14,40 punten brug: 113e met 18,50 punten paard voltige: 117e met 12,00 punten ring: 113e met 19,00 punten vloer: 113e met 21,75 punten sprong: 109e met 24,30 punten |
| Jorge Vidal                                                                                      | meerkamp individueel (m) | 121e      | 37,30 punten rekstok: 120e met 6 punten brug: 121e met 6,50 punten paard voltige: 119e met 11,80 punten ring: 121e met 8,00 punten sprong: 120e met 5,00 punten                                      |
| Arturo Amos Pedro Lonchibuco Enrique Rapesta César Bonoris Jorge Soler Roberto Núñez Jorge Vidal | meerkamp team (m)        | 15e       | 863,85 punten |

### Waterpolo
| Olympiër | Discipline | Resultaat | Prestatie                                                                                 |
| --- | ---------- | --------- | ----------------------------------------------------------------------------------------- |
| Osvaldo Codaro Anibál Filiberti Rubén Maidana Hugo Prono Ladislao Szabo Marcelo Visentín Carlos Visentín Luis Díez Ladislao Fijaldauskas Mario Sebastián Francisco Trimboli | mannen     | 10e       | 1e ronde: 2e V van Frankrijk: 1-4 W van Griekenland: 6-2 2e ronde: 3e G tegen Egypte: 4-4 |

| 1ste ronde Groep F |             |             |             |             |             |            |            |            |        |
| #                  | Land        | Wedstrijden | Wedstrijden | Wedstrijden | Wedstrijden | Doelpunten | Doelpunten | Doelpunten | Punten |
| #                  | Land        | G           | W           | G           | V           | V          | T          | Saldo      | Punten |
| 1                  | Frankrijk   | 2           | 2           | 0           | 0           | 11         | 2          | +9         | 4      |
| 2                  | Argentinië  | 2           | 1           | 0           | 1           | 7          | 6          | +1         | 2      |
| 3                  | Griekenland | 2           | 0           | 0           | 2           | 3          | 13         | -10        | 0      |

| 2de ronde Groep J |            |             |             |             |             |            |            |            |        |
| #                 | Land       | Wedstrijden | Wedstrijden | Wedstrijden | Wedstrijden | Doelpunten | Doelpunten | Doelpunten | Punten |
| #                 | Land       | G           | W           | G           | V           | V          | T          | Saldo      | Punten |
| 1                 | Frankrijk  | 2           | 1           | 1           | 0           | 7          | 4          | +3         | 3      |
| 2                 | Egypte     | 2           | 0           | 2           | 0           | 7          | 7          | 0          | 2      |
| 3                 | Argentinië | 2           | 0           | 1           | 1           | 5          | 8          | -3         | 1      |

### Wielersport
| Olympiër                                                       | Discipline               | Resultaat | Prestatie                                                      |
| -------------------------------------------------------------- | ------------------------ | --------- | -------------------------------------------------------------- |
| Dante Benvenuti                                                | wegwedstrijd (m)         | 22e       | 5:33.15,4                                                      |
| Mario Mathieu                                                  | wegwedstrijd (m)         | DNF       | niet gefinisht                                                 |
| Ceferino Peroné                                                | wegwedstrijd (m)         | 21e       | 5:33.15,4                                                      |
| Miguel Sevillano                                               | wegwedstrijd (m)         | 23e       | 5:33.15,4                                                      |
| Dante Benvenuti Mario Mathieu Ceferino Peroné Miguel Sevillano | wegwedstrijd team (m)    | 7e        | 16:39.49,2                                                     |
| Jorge Sobrevila                                                | 1000m tijdrit (m)        | 13e       | 1.17,9                                                         |
| Clodomiro Cortoni                                              | sprint (m)               | 9e        | 1e ronde: W van VEN Leon: 12,04 2e ronde: V van USA Heid       |
| Oscar Giacché Miguel Passi                                     | tandem (m)               | 10e       | 1e ronde: V van Italië herkansingen 1: V van België/ Nederland |
| Roberto Guerrero Julio Alba Ambrosio Aimar Enrique Molina      | ploegenachtervolging (m) | 10e       | 1e ronde: V van Zwitserland: 5.17,1                            |

### Worstelen
| Olympiër           | Discipline | Resultaat | Prestatie |
| ------------------ | ---------- | --------- | --- |
| Manuel Varela      | -52kg (m)  | 7e        | 1e ronde: V van HUN Szilágyi: fall 2e ronde: W van LIB Sidani: fall 3e ronde: V van NOR Clausen: 0-3            |
| Elvidio Flamini    | -57kg (m)  | 5e        | 1e ronde: vrij 2e ronde: V van AUT Elias: 0-3 3e ronde: W van GBR Irvine: fall 4e ronde: V van EGY Hassan: fall |
| Omar Blebel        | -62kg (m)  | 13e       | 1e ronde: V van NED Dijk: 0-3 2e ronde: V van GRE Gryllos: 1-2                                                  |
| Luis Rosado        | -67kg (m)  | 13e       | 1e ronde: V van LIB Damage: fall 2e ronde: V van GRE Petmezas: fall                                             |
| Alberto Longarella | -73kg (m)  | 10e       | 1e ronde: W van SUI Diggelman: 2-1 2e ronde: V van FRA Chesneau: 0-3 3e ronde: V van FIN Männikkö: fall         |
| Alberto Bolzi      | -79kg (m)  | 10e       | 1e ronde: V van ITA Gallegati: fall 2e ronde: V van TUR Tayfur: fall                                            |
| Adolfo Ramirez     | -87kg (m)  | 11e       | 1e ronde: V van TUR Avcioğlu-Çakmak: 0-3 2e ronde: V van HUN Kovács: 0-3                                        |
| Ernesto Noya       | +87kg (m)  | 7e        | 1e ronde: V van FIN Kangasniemi: fall 2e ronde: V van HUN Tarányi: fall                                         |

### Zeilen
| Olympiër | Discipline       | Resultaat | Prestatie                            |
| --- | ---------------- | --------- | ------------------------------------ |
| Jorge Emilio Brauer                                                                                                  | Eenmans, firefly | 17e       | 2276 punten: (16-DNF-12-6-DNF-10-6)  |
| J. Piacentini | Star             | 16e       | 1550 punten: (14-10-10-7-13-DNF-DNS) |
| J. Cibert | Stormvogel       | 14e       | 1336 punten: (14-14-13-DNF-7-10-10)  |
| Roberto Sieburger | Drakenklasse     | 7e        | 2843 punten: (6-5-8-4-9-2-DNF)       |
| Enrique Sieburger Emilio Homps Rodolfo Rivademar Rufino Rodríguez de la Torre Enrique Sieburger, Jr. Julio Sieburger | 6-meter klasse   | Zilver    | 5660 punten: (3-3-3-2-1-4-1)         |

### Zwemmen
| Olympiër                                                               | Discipline            | Resultaat | Prestatie                                                                |
| ---------------------------------------------------------------------- | --------------------- | --------- | ------------------------------------------------------------------------ |
| Augusto Cantón                                                         | 100m vrije slag (m)   | 24e       | serie 2: 5e in 1.01,8                                                    |
| Horacio White                                                          | 100m vrije slag (m)   | 11e       | serie 4: 1e in 1.00,2 halve finale 2: 5e in 1.00,4                       |
| José Durañona                                                          | 400m vrije slag (m)   | 22e       | serie 1: 4e in 5.05,8                                                    |
| Juan Garay                                                             | 400m vrije slag (m)   | 26e       | serie 4: 5e in 5.10,4                                                    |
| Alfredo Yantorno                                                       | 400m vrije slag (m)   | 8e        | serie 2: 1e in 4.53,8 halve finale 2: 4e in 4.57,30 finale: 8e in 4.58,7 |
| Juan Garay                                                             | 1500m vrije slag (m)  | 31e       | serie 5: 5e in 21.33,2                                                   |
| Adolfo Mancuso                                                         | 1500m vrije slag (m)  | 27e       | serie 1: 5e in 21.16,7                                                   |
| Mario Chávez                                                           | 100m rugslag (m)      | 4e        | serie 3: 2e in 1.09,7 halve finale 1: 5e in 1.09,8 finale: 4e in 1.09,0  |
| Federico Neumayer                                                      | 100m rugslag (m)      | 18e       | serie 6: 4e in 1.10,8                                                    |
| José Vegazzi                                                           | 100m rugslag (m)      | 24e       | serie 1: 3e in 1.13,8                                                    |
| César Benetti                                                          | 200m schoolslag (m)   | 26e       | serie 3: 5e in 3.00,6                                                    |
| Carlos Espejo                                                          | 200m schoolslag (m)   | 19e       | serie 2: 3e in 2.55,0                                                    |
| Horacio White José Durañona Juan Garay Alfredo Yantorno Augusto Cantón | 4x200m vrije slag (m) | 6e        | serie 1: 3e in 9.16,90 finale: 6e in 9.19,20                             |
|                                                                        |                       |           |                                                                          |
| Adriana Camelli                                                        | 100m vrije slag (v)   | 33e       | serie 2: 6e in 1.16,5                                                    |
| Enriqueta Duarte                                                       | 100m vrije slag (v)   | 30e       | serie 3: 7e in 1.14,9                                                    |
| Eileen Holt                                                            | 100m vrije slag (v)   | 28e       | serie 1: 5e in 1.12,0                                                    |
| Enriqueta Duarte                                                       | 400m vrije slag (v)   | 18e       | serie 1: 7e in 6.14,4                                                    |
| Eileen Holt                                                            | 400m vrije slag (v)   | 14e       | serie 3: 6e in 5.44,9 halve finale 2: 8e in 5.52,4                       |
| Liliana Gonzalias                                                      | 100m rugslag (v)      | 24e       | serie 3: 6e in 1.26,9                                                    |
| Beryl Marshall                                                         | 100m rugslag (v)      | 14e       | serie 2: 4e in 1.20,9 halve finale 1: 8e in 1.20,7                       |
| Dorotea Turnbull                                                       | 200m schoolslag (v)   | 14e       | serie 1: 5e in 3.12,2 halve finale 1: 6e in 3.14,4                       |
| Enriqueta Duarte Liliana Gonzalias Adriana Camelli Eileen Holt         | 4x100m vrije slag (v) | 10e       | serie 1: 5e in 4.59,5                                                    |

Afghanistan · Argentinië · Australië · België · Bermuda · Birma · Brazilië · Brits-Guiana · Canada · Ceylon · Chili · Colombia · Cuba · Denemarken · Egypte · Filipijnen · Finland · Frankrijk · Griekenland · Groot-Brittannië · Hongarije · Ierland · IJsland · India · Irak · Iran · Italië · Jamaica · Joegoslavië · Libanon · Liechtenstein · Luxemburg · Malta · Mexico · Monaco · Nederland · Nieuw-Zeeland · Noorwegen · Oostenrijk · Pakistan · Panama · Peru · Polen · Portugal · Puerto Rico · Republiek China · Singapore · Spanje · Syrië · Trinidad en Tobago · Tsjecho-Slowakije · Turkije · Uruguay · Venezuela · Verenigde Staten · Zuid-Afrika · Zuid-Korea · Zweden · Zwitserland